# 日産・ラフェスタ
ラフェスタ（LAFESTA）は、日産自動車が販売していた7人乗りのミニバン。そのルーツは1982年登場のプレーリーにまで遡る。
初代（2011年6月以降は「ラフェスタJOY」）の生産は日産自動車九州（旧・九州工場）が担当。2代目「ハイウェイスター」はマツダからのリバッジモデル（OEM）であり、生産はマツダ宇品第2工場で行われていた。

## 概要
ムラーノの発表会上で同時発表された6車種の1つ。リバティの後継車である。日産自動車としては初めてルノー・メガーヌと共通のCプラットフォームを採用した。後席ドアにはリバティと同様に両側スライドドアを採用している。
SHIFT_ワードは前期型は「SHIFT_open feeling（開放感を、シフトする）」、後期型は「SHIFT_easy driving（ミニバンの運転のしやすさをシフトする）」。スペースを確保しやすいスクエアフォルムとして窓を大きくとり、電動シェードとUVカット機能を備えた大型サンルーフ「パノラミックルーフ」の標準装備などの工夫で全ての席で開放感を高めている。ヨーロッパでは、プジョー・307などで採用されたこの大型サンルーフだが、日本での本格的な採用はクーペなどを除きほぼこれが初めてのことであり、初期コンセプトの核としてアピールされ、ライフスタイル提案型の車となった。ただし、マイナーチェンジ後は、パノラミックルーフはオプション設定に変更されている。
発売当初は、グレード構成が「20S」、「20M」、専用の大型ルーフレール、フロントグリル、前後バンパーが装備された「プレイフル」の3種類であったが、2005年8月のマイナーチェンジで「ハイウェイスター」が追加され、「プレイフル」は廃止された。
室内空間は、箱形の形状とすることにより、ボディサイズが小さいながらも十分な広さを獲得し、3列目についても、パノラミックルーフの電動シェード収納空間により頭上スペースは小さめとなるものの、足元空間についてはクラストップレベルとした。また、センターコンソール上端には、3列目まで空調が届く送風システムが標準装備されており、室内居住性向上への配慮がなされている。また、このクラスとしては静粛性も高い。リアハッチは樹脂製Assy。
型式記号は「B30」で、リバティ（M10-M12）よりも型式上車格が上がっている。また、生産工場もプレサージュなどと同じ九州工場（福岡県京都郡苅田町）である。
2013年1月24日、セレナ・ラフェスタの2005年から2010年生産車の一部において、部品の摩耗・損傷による異常（異音・振動）についての保証期間延長（リコールではない）が告知された。対象は、フロントサスペンションメンバー・プルダウンロッド・エンジンマウントインシュレータの3点。通常、新車からの5年・10万kmの保証のところ、9年・距離無制限の対応となった。
2代目「ハイウェイスター」はプレマシーのバッジエンジニアリングならびにOEM車両となり、全幅1.750mmの3ナンバー登録となる。日産にとって登録車の乗用車を他社からOEM供給されるのは史上初となる。

## 初代 B30型（2004年 - 2012年）
エンジンは軽量化と低速域でのトルクを重視した新開発のMR20DE型直列4気筒2.0Lエンジンを搭載。駆動方式はFFまたは4WDで、トランスミッションは駆動方式やグレードに関係なく軽い力で操作できる電動アシストシフト付きのエクストロニックCVTになり、「20M」（モデル途中で廃止）とモデル途中から追加された「ハイウェイスター」には6速マニュアルモード内蔵のパドルシフトを装備。また、サスペンションは他のCプラットフォーム採用車と共通となるが、補強は日産が独自に行った。さらに、ショックアブソーバーの設計などについても日産独自に行われた。
- 2004年
  - 9月2日 - 横浜市の大さん橋ホールにて開催されたムラーノの発表会にて、フーガなどと共に先行公開[注釈 5]。
  - 12月2日 - 発売。型式はB30（4WDはNB30）型。当初のグレード体系は「20S」・「20M」・「PLAYFUL（プレイフル）」の3種。また、オーテックジャパンによる特装車「ライダー」及び福祉車両「ライフケアビークル」として「アンシャンテ 助手席スライドアップシート車」も同時発表。
- 2005年
  - 4月27日 - 「20S」をベースに、パールスウェード/ネオソフィールコンビシート、本革巻3本ステアリングホイール、木目調のパワーウィンドウスイッチフィニッシャー、ホワイトのバンパー組込みハロゲンフォグランプを装備した特別仕様車「20S プレミアムインテリア」を発売。
  - 8月25日 - 専用エアロパーツや16インチアルミロードホイールなどを採用した「ハイウェイスター」を追加。
  - 10月 - 商品デザイン部門において2005年度グッドデザイン賞を受賞。
  - 12月7日 - 一部改良。「20S」はフロントグリルをメタルブラックに変更し、「PLAYFUL」と「ハイウェイスター」はフォグランプとオートライトシステムを追加。シフトノブは握り易い大きなグリップに改良された。併せて、グレード体系を一部変更。廃止する「20M」の代替として、ステッチを施したシートデザインを採用した「20S Pセレクション」、「20G」を追加。
- 2006年6月1日 - 英・コンランとのコラボレーションで製作された「LAFESTA + CONRAN（ラフェスタ プラス コンラン）」を発表。20S・Pセレクションをベースとし、シート生地にパールスエードを採用し、大型ルーフレール、15インチアルミホイール、専用グリル、インテリジェントキー、オートスライドドアなどを追加。また、ボディカラーにはホワイトパールのほかに専用色としてショコラパールメタリックを設定。
- 2007年
  - 5月15日 - マイナーチェンジ。

フロントバンパー・フロントグリル・ヘッドライトのデザインを変更し、すっきりかつ上質な雰囲気を獲得するとともに、リアランプとバンパーのデザインも変更。リアバンパーはマイナーチェンジに伴って廃止された「PLAYFUL」のものになった。また、前期型では先代のリバティと同じCIマークの真下に配置されていた「LAFESTA」のエンブレムの位置も助手席側リアランプの下に変更。
内装ではシートの形状やシート表皮を変更し、前席・2列目に大型ヘッドレストを採用。メーターは平均燃費・瞬間燃費・渡航可能距離などを表示する液晶オド・ツイントリップ2連リングメーター（「ハイウェイスター」は専用ブルーメタリックリング、その他グレードはシルバーリング）となり、ドアトリムにクロスを採用。前期型では全車標準装備（-73,500円でレス設定も可能だった）となっていたパノラミックルーフは10万5,000円のメーカーオプションとなった。以上から、後期型は「パノラミックルーフによる開放感」よりも「運転のしやすいミニバン」を重点に置かれ、SHIFT_ワードも「SHIFT_easy driving」に変更された。
CMソング「ラララ ドライビング ラララ ラフェスタ」（作詞：村越安高（博報堂）、作編曲：河野伸）のヴォーカルは森高千里が務めた。1999年の結婚・出産・育児による休業からの久々の復帰となった。楽曲は販売店配布用として非売品CDが製作された[8]。
  - 10月5日 - 「ライダー」シリーズ10周年記念特別仕様車「ライダー 10th アニバーサリー」を発売。

オーテックジャパン扱いの「ライダー スポーティパッケージ」をベースに、スモークに変更した専用フロントグリル、専用10th Anniversaryエンブレム、専用ボディサイドグラフィック、専用スポーティフロアカーペット、専用キッキングプレート、スムースエントリーパック（両側スライドドアイージークローザー、助手席側リモコンオートスライドドア、インテリジェントキー、エンジンイモビライザー）を装備した。2008年5月までの期間限定販売で、成約者全員に専用本革車検証入れが進呈された。
- 2008年10月30日 - 仕様向上（11月1日販売開始）。

「ハイウェイスター」に、リモコンオートスライドドア（助手席側）、インテリジェントキーとエンジンイモビライザーを標準装備化。また、カーウイングスナビゲーションシステム（HDD方式）装着車にETCユニットを追加設定された他、全車に運転席・助手席SRSカーテンエアバッグシステムを標準装備した。
- 2009年11月20日 - 仕様向上（12月15日販売開始）。

「20S」・「20G」のグレード名称を「JOY X」・「JOY G」に改名。「JOY X」は従来の「20S」にオートスライドドア（助手席側）と両側スライドドアオートクロージャーを標準装備し、ホイールカバーのデザインを変更しながらも価格を2WD車で約11.2万円、4WD車で10.5万円引き下げた。「JOY G」は従来の「20G」に16インチアルミホイールを追加し、インテリアの質感を上げるため、インスト部の色味を変更した。また、全グレードの4WD車で寒冷地仕様を標準設定した。今回の仕様向上を機にメーカーオプションとして設定されていたカーウイングスナビゲーションシステムは省かれた。
- 2011年6月15日 - 「ハイウェイスター」のフルモデルチェンジを受け、ラインアップが「JOY X」のみに縮小されたが引き続き併売。売りのひとつであるパノラミックルーフのオプション設定は継続される。なお「ハイウェイスター」と区別するために、車名も「LAFESTA JOY」（ラフェスタ ジョイ）に改められた。
- 2012年
  - 11月 - 生産終了。在庫販売のみとなった。
  - 12月26日 - 販売終了。ホームページの掲載も終了。ここまでの新車登録台数の累計は13万5757台[9]。「ラフェスタ」の名は、ハイウェイスターのみとなった。

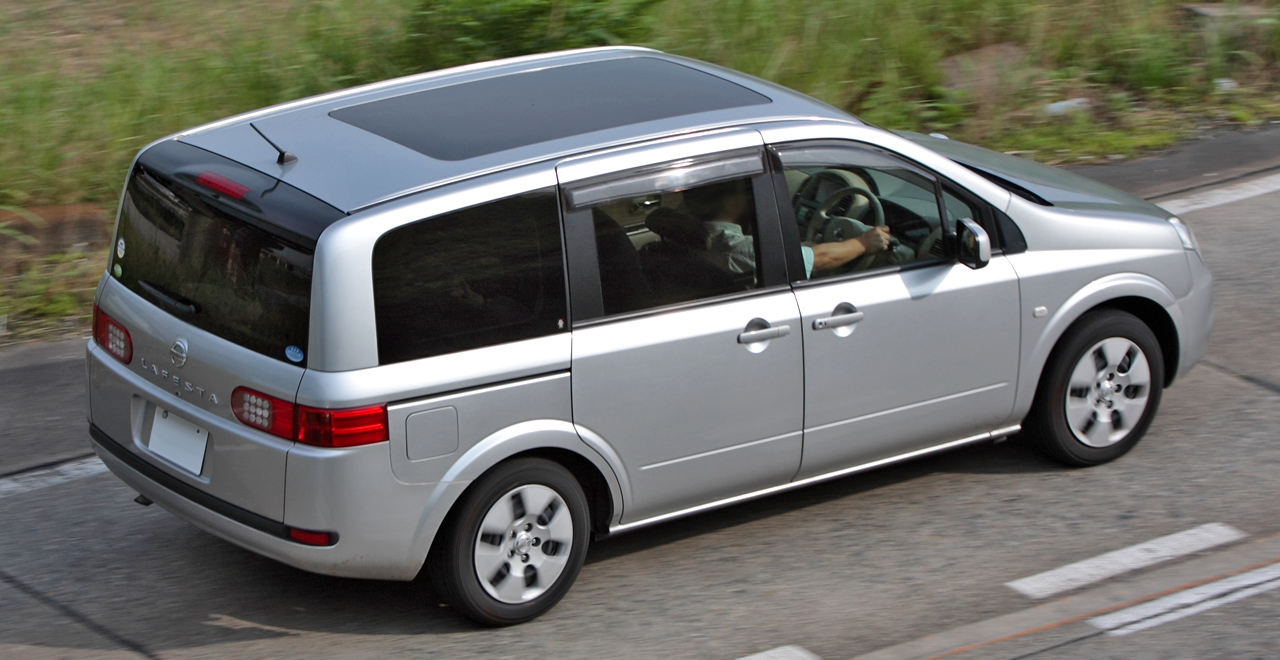
前期型リア
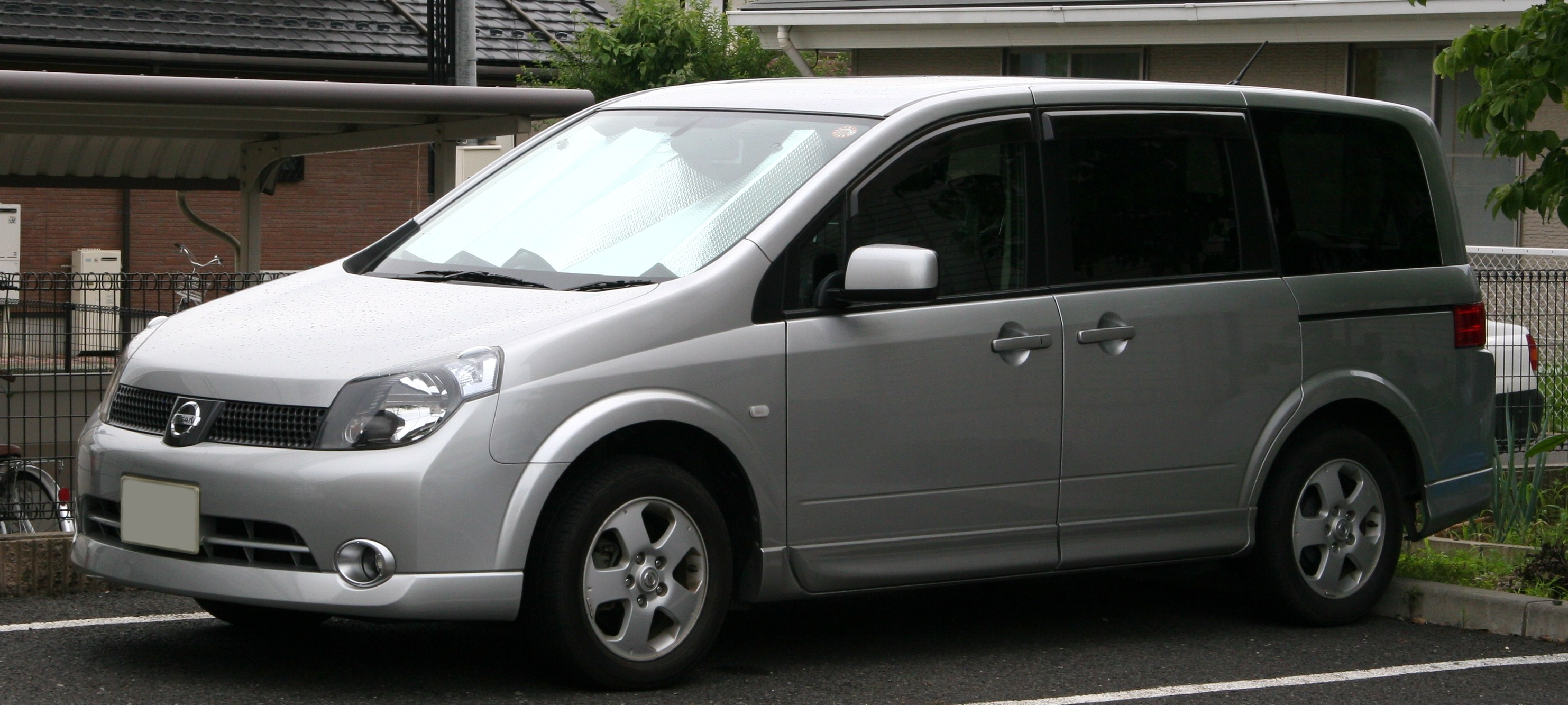
前期型ハイウェイスター
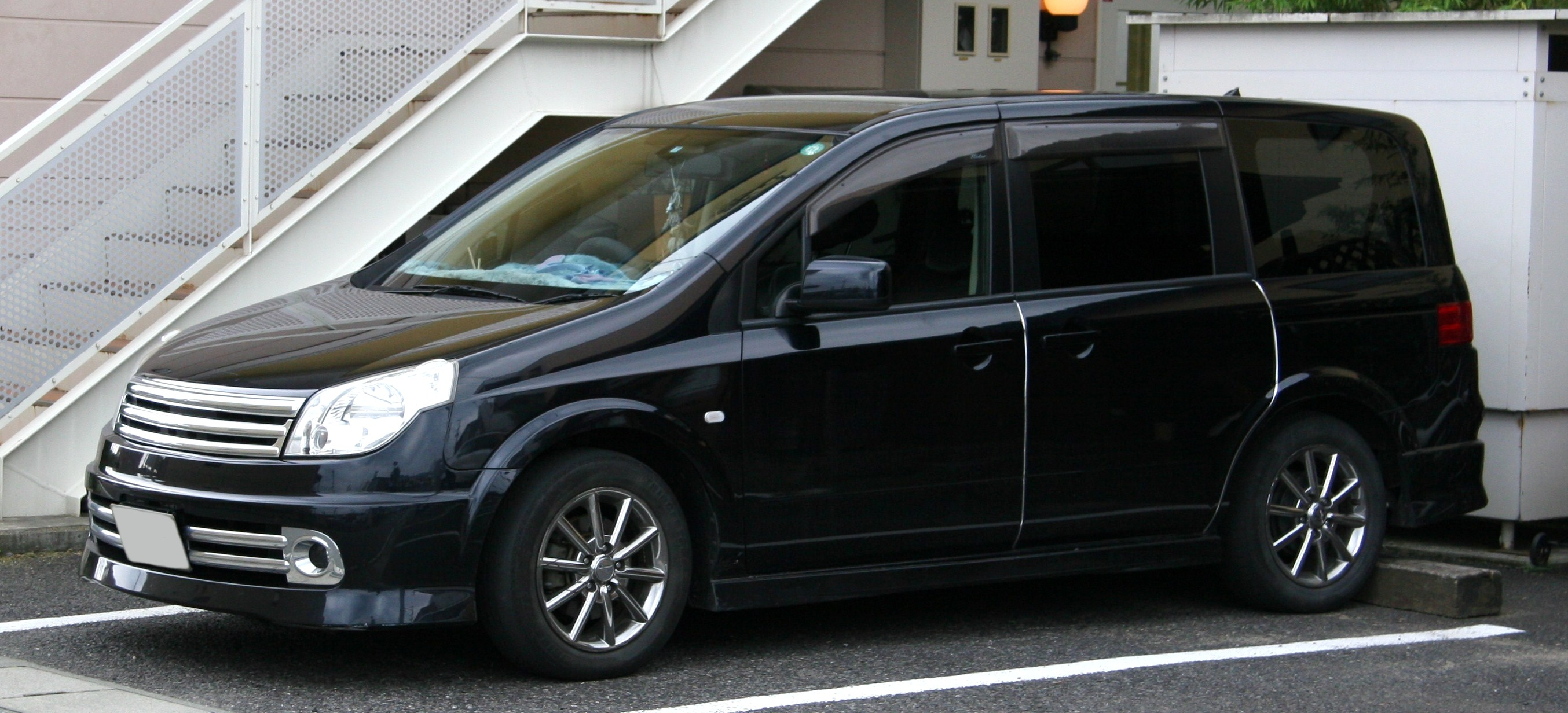
前期型ライダー

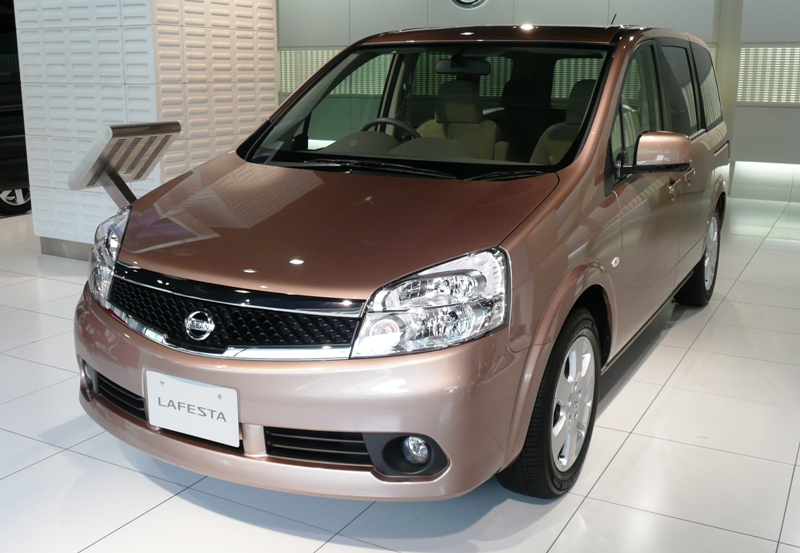
後期型（2007年5月-2009年11月）
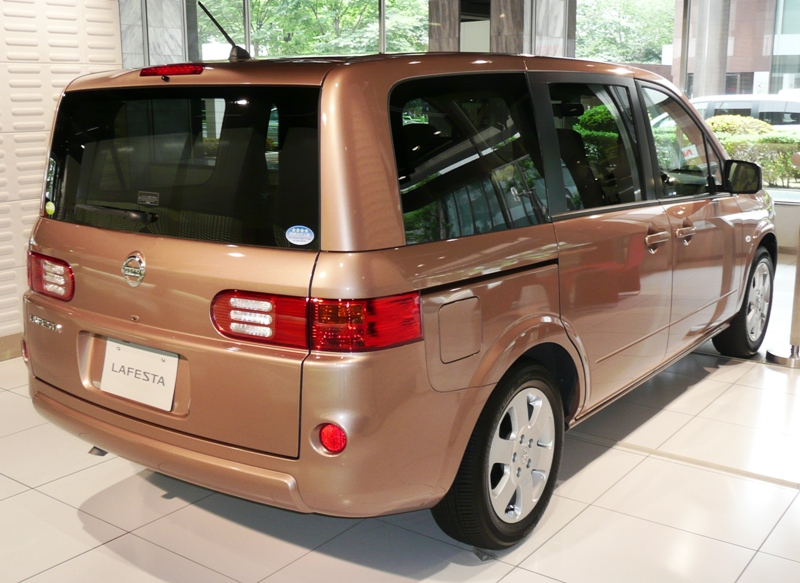
後期型リア
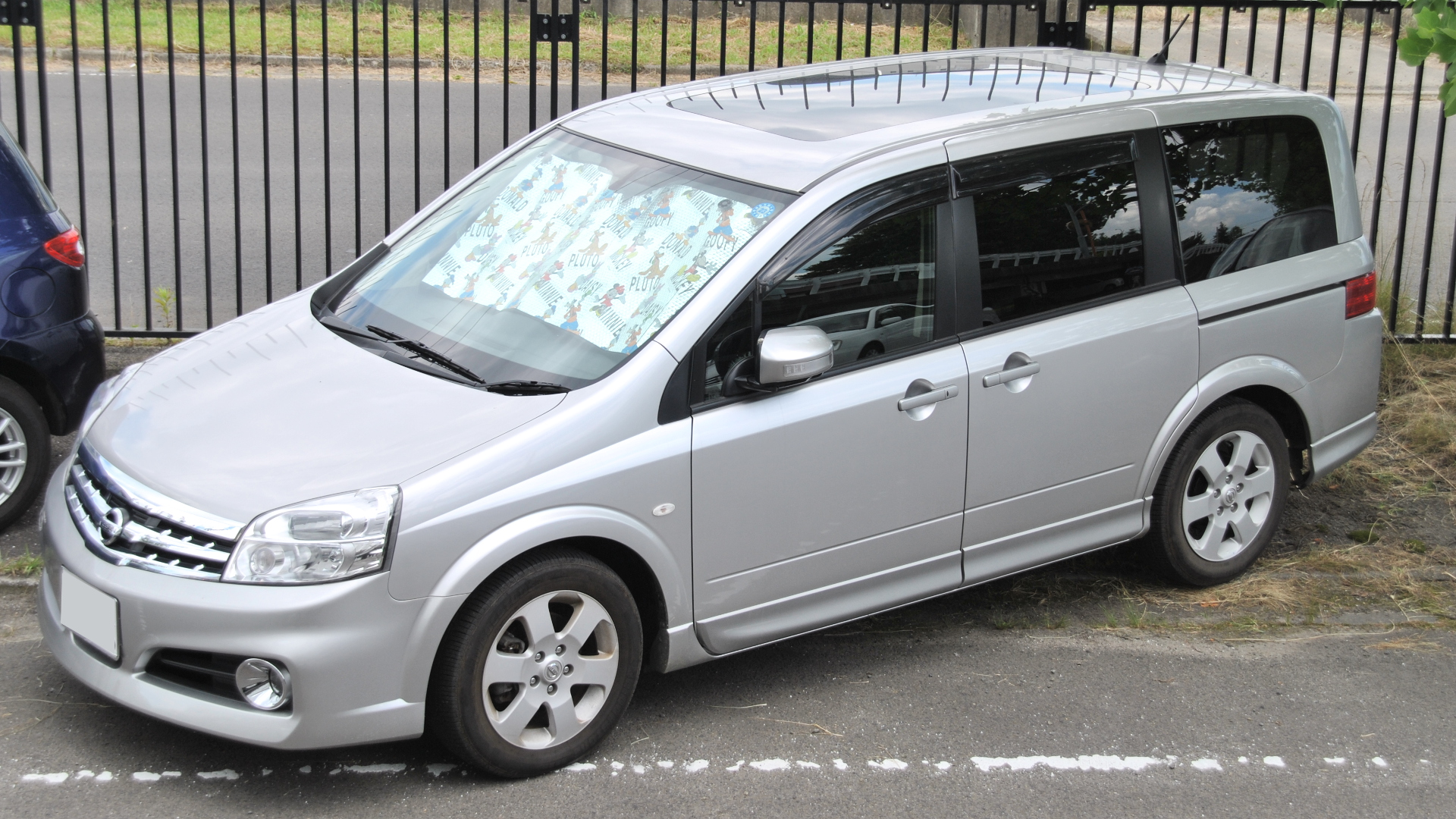
後期型ハイウェイスター

## 2代目 CWEFWN/CWFFWN/CWEAWN型（社内型式B35型、2011年 - 2018年）
マツダ・プレマシーのリバッジモデルであるため、基本的なメカニズムは同車そのものであり、初代モデルとはネーミング以外全く関連性が無い。
エンジンはマツダ製の2.0L・DISIならびにMZRエンジンを採用。いずれの場合にも「NISSAN」のエンボス加工が施されたヘッドカバーが装着される。サスペンションはフロントがマクファーソンストラット、リヤがマルチリンク。マツダ車がベースゆえ、ホイールのボルトピッチも通常の日産車（P=1.25）とは異なりP＝1.5に、また、ホイールハブ径も日産5穴車（66mm）とは異なり67mmとなる。
- 2011年
  - 1月28日 - マツダ・日産の共同プレスリリースで、日産へのプレマシーのOEM供給を発表。その時点では車名は明らかになっていなかった[10]。
  - 4月21日 - 発売に先駆け、2代目「ハイウェイスター」の外観と内装をホームページにて公開[11]。同年5月10日には発売予定日と装備類・スペック等が追加公開された。
  - 6月15日 - 「ハイウェイスター」のみフルモデルチェンジ[12]。以降は当該車種を販売の主力とする。プレスリリース上では同年5月に発売予定とされていたが、東日本大震災の影響で同日に順延された。

2代目ハイウェイスターは、3代目プレマシーをベースにOEM供給を受けたモデルとなったが、その理由は「投資効率」と「市場のニーズ」、そして「出すタイミング」を総合的に判断し、自社生産よりもマツダからのOEMとしたほうが日産とマツダの双方にとってWin-Winになると判断したためである[13]。
プレマシーからの変更箇所は多岐にわたり、外観はヘッドランプとフェンダー、サイドターンシグナル（ウインカー）レンズ以外のフロント周りが大幅に変更された他、サイドドアはプレマシーの特徴である「NAGAREライン」を撤去した専用品が与えられ[注釈 7]、リヤバンパーは形状は同一だがフルカラード化。バックドアガーニッシュはめっき仕上げとされ、そのガーニッシュ部分に車名ロゴが刻印される[注釈 8]。
なお、プレマシーがベースとなったことで、初代の売りのひとつであったパノラミックルーフはもちろん、通常のサンルーフもオプション設定がなくなった[14]。プレマシーに設定される「KARAKURI（カラクリ）7thシート」や「アドバンストキーレスエントリーシステム」、アイドリングストップ機構「i-stop」はそのまま採用されるが、商標権の関係で前者は「フレキシブルシート」、中者は「インテリジェントキー」、後者は「PURE DRIVE（アイドリングストップシステム）」に名称が変更された。
ラインナップは「ハイウェイスター Jパッケージ（プレマシー「20CS Aero Style（「20CS」ベースの特別仕様車）」相当[注釈 9]、2WD車のみ）」・「ハイウェイスター（同「20E」相当）」・「ハイウェイスターG（同「20S」相当）」の3種だが、全車にアルミホイールとエアロパーツが装備されるなどベース車より若干装備が増え、その分価格も上昇している。なお、プレマシーにある福祉車両は設定がない。
自動車検査証等に記載される車両型式は2WD車はCWEFWN型、4WD車はCWEAWN型（いずれもプレマシーの車両型式の後に日産の"N"を付記した型式）となるが、取扱説明書等に記載される社内型式は駆動方式を問わず日産流のB35型となる。
アイドリングストップシステムを搭載しているため、日産が展開するエンジン進化型エコカー「PURE DRIVE（ピュアドライブ）」の第6弾の車種と位置づけられており、「ハイウェイスター」・「ハイウェイスターG」の2WD車にはリアに「PURE DRIVE」エンブレムも装着される。また、エンジンルーム内のシリンダーヘッドカバーには「NISSAN」のエンボス加工が施された専用品が装着される。ボディーカラーはプレマシーの7色から2色減って計5色となるが、専用色としてRX-8やMPVに設定される「スパークリングブラックマイカ」が用意される。
初期のCM出演者は井川遥。CMソングはRIP SLYMEの「甘い生活」。商品キーワードは「イケダン」（イケてるダンナ様）。
  - 12月20日 - 特別仕様車「エアロパッケージ」を発売。

「ハイウェイスター」全グレードをベースに、フロントプロテクター、エアロマッドガード、青色発光LEDのキッキングプレートを装備。ボディカラーはスパークリングブラックパール、クリスタルパールホワイトパール、アルミニウムシルバーメタリック[注釈 10]の3色のみを設定する。なお、本仕様車はオーテックジャパンの扱いとなる。
- 2012年4月5日 - 特別仕様車「ハイウェイスターG スプレモ[注釈 11]」を発表（4月26日販売開始）。

本特別仕様車はプレマシーの「20S プレステージスタイルII」に相当する。「ハイウェイスターG」の2WD車をベースに、ピアノブラック調のセンタークラスターフィニッシャー、専用本革/ジャカードシート（ブラック+専用ブラウンパイピング&ダークグレーステッチ）、LEDサイドターンランプ内蔵電動格納式リモコンカラードドアミラー、光輝仕様の専用17インチアルミホイール、クロームメッキアウトサイドドアハンドル、テールパイプフィニッシャーを装備。ボディカラーは「エアロパッケージ」と同じ3色のみを設定する。
同時に仕様向上も行い、「ハイウェイスター」・「ハイウェイスターG」の2WD車に運転席・助手席SRS サイドエアバッグシステム&SRSカーテンエアバッグシステムやリアスタビライザーを新たに標準装備した。
- 2013年2月14日 - マイナーチェンジ（「ハイウェイスター Jパッケージ」は4月5日販売開始）。

2WD車のアイドリングストップ搭載車でパワートレインを刷新し、エンジンに新世代高効率直噴エンジン（プレマシーでは「SKYACTIV-G 2.0」と呼ばれるPE-VPS型）、トランスミッションに新世代高効率6速AT（プレマシーでは「SKYACTIV-DRIVE」と呼ばれる6速AT）を採用。さらに、アイドリングストップシステムの改良等を行ったことで燃費を向上し、「ハイウェイスター」と「ハイウェイスターG」の2WD車は「平成27年度燃費基準+10%」を達成した。
シートバックポケットを運転席にも追加し、ラゲッジアンダーボックスの収納容積を拡大したことで利便性を高めた。ボディカラーはメトロポリタングレーパール、カッパーレッドパールと入れ替えでメテオグレーパールとジールレッドパールを追加し、アルミホイールのセンターキャップをブラック塗装化。インテリアでは「ハイウェイスターG」は本革巻シフトノブのデザインを変更し、センタークラスターフィニッシャーのオーディオ装着部分周辺にピアノブラック調を採用。「ハイウェイスター Jパッケージ」と「ハイウェイスター」はシート地のデザインを変更した。また、特別仕様車として発売されていた「ハイウェイスターG スプレモ」は新たにダイレクトモード機構付ステアリングシフトスイッチ、ASCD（オートスピードコントロール装置）、自動防眩式ルームミラー、6スピーカーを標準装備しカタロググレード化した。
- 2014年9月10日 - 一部改良[15]。4WD車にVDCを標準装備したほか、グレード体系の見直しにより、「ハイウェイスター Jパッケージ」を廃止した。これにより、2WD車全車が「新世代高効率直噴エンジン」搭載車となった。
- 2016年7月5日 - 一部改良[16]。2WD車全車に電動スライドドアとスライドドアイージークロージャーを標準装備（「ハイウェイスター」・「ハイウェイスターG」は助手席側のみ、「ハイウェイスターGスプレモ」は運転席・助手席）したほか、「ハイウェイスター」と「ハイウェイスターG」にインテリジェントキーを、「ハイウェイスターG」と「ハイウェイスターGスプレモ」にキセノンヘッドランプをそれぞれ標準装備した。ボディカラーは白系の「クリスタルパールホワイトパール」を「スノーブレイクホワイトパール」に差し替えた。
- 2018年3月24日 - 販売終了に伴い、ホームページへの掲載を終了。日産から小型のロールーフミニバンが消滅し、1982年登場のプレーリー→リバティ→ラフェスタと続いた通算5代36年の歴史に幕を下ろした。直接的な後継車種はないものの、2.0Lクラスミニバンとしては既存のセレナ（5代目）が事実上の受け皿となる。

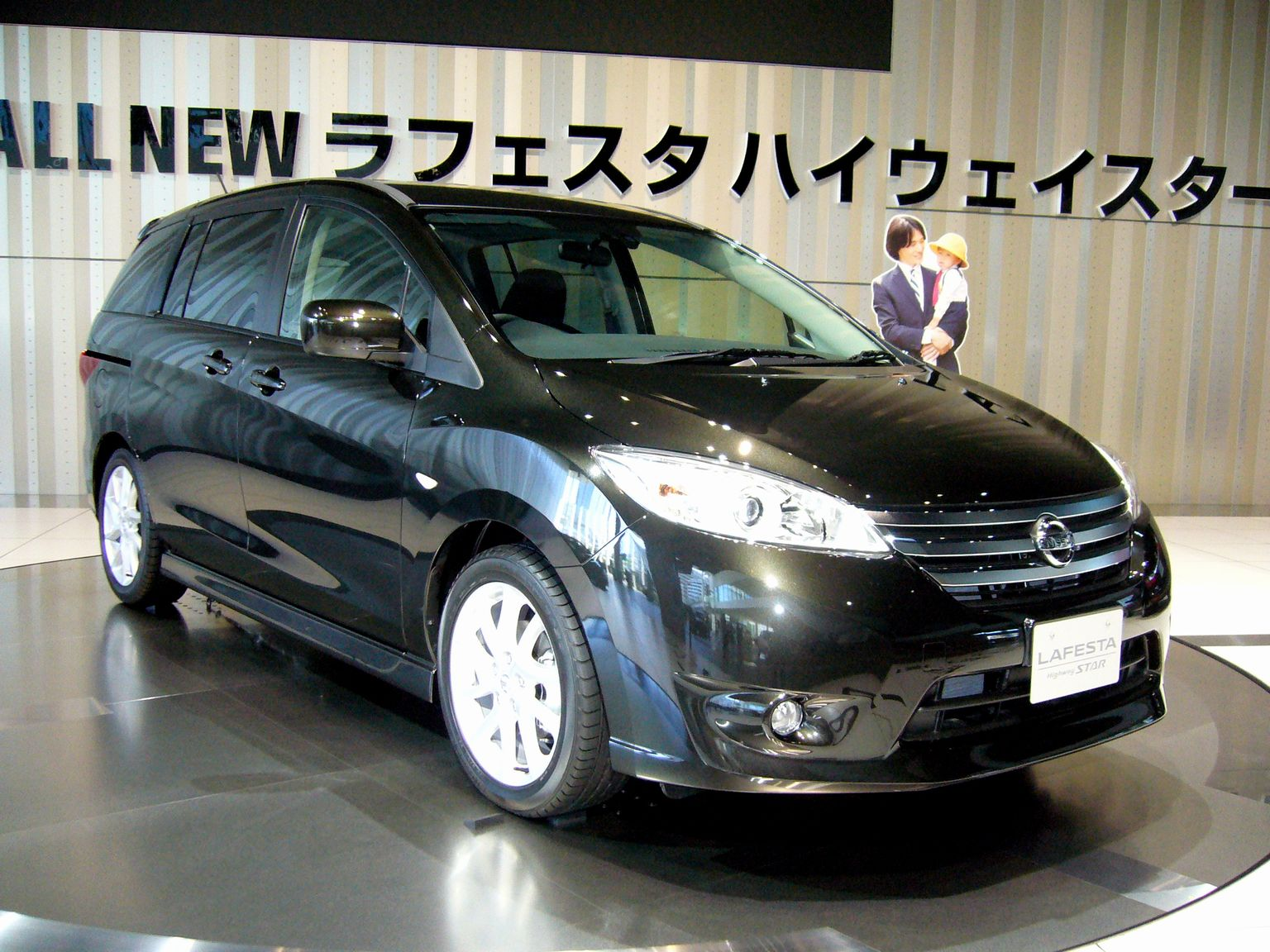
前期型 ハイウェイスターG
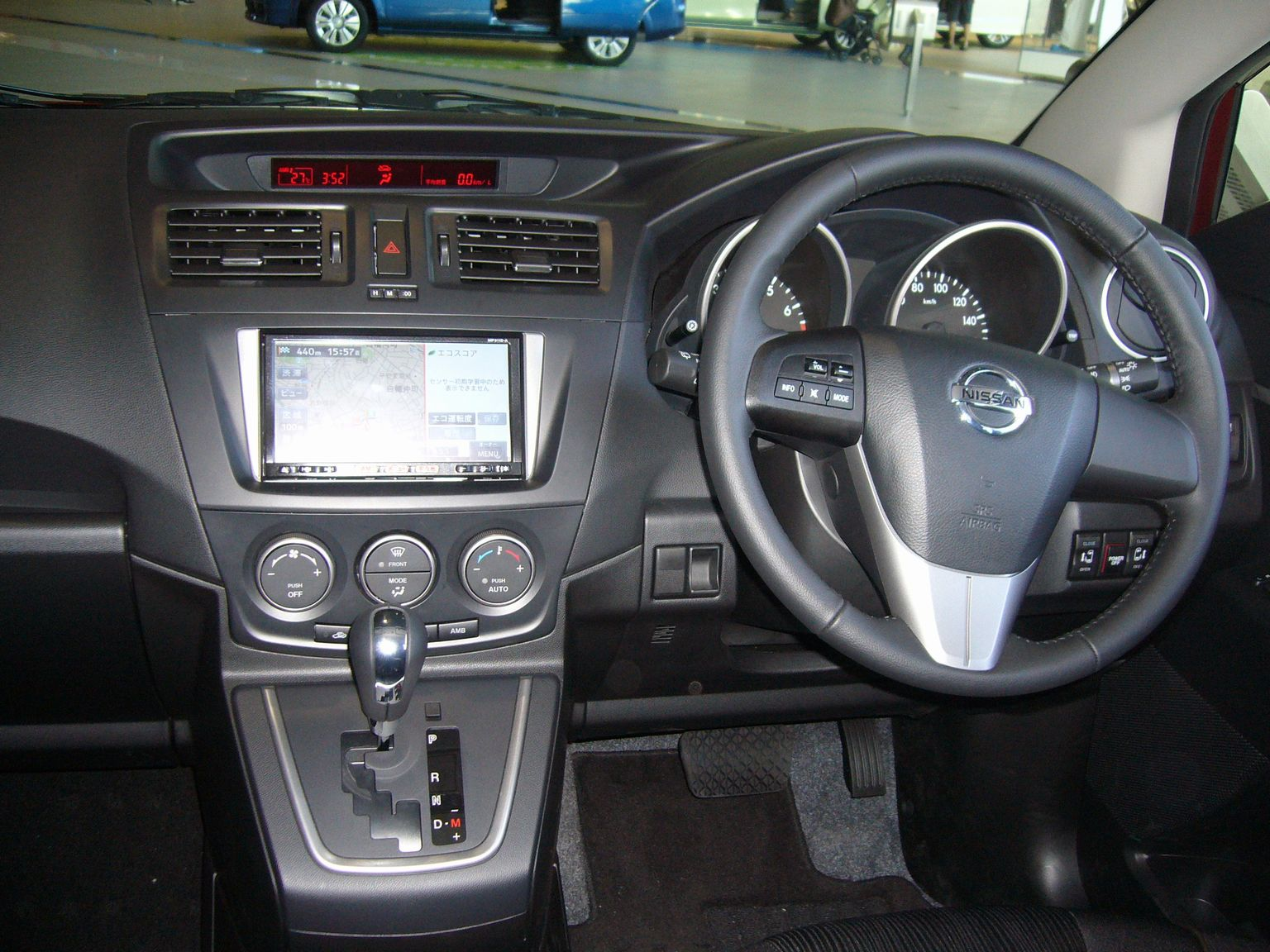
前期型 インパネまわり
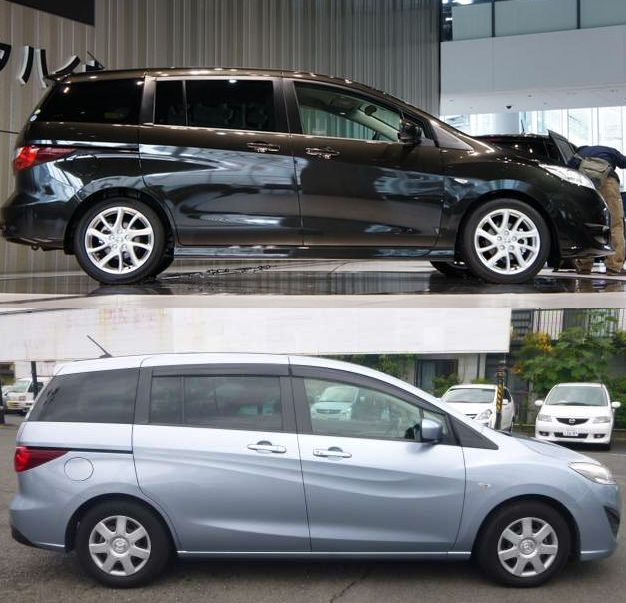
上：ラフェスタ ハイウェイスターのサイド 下：プレマシーのサイド（ともに前期型）
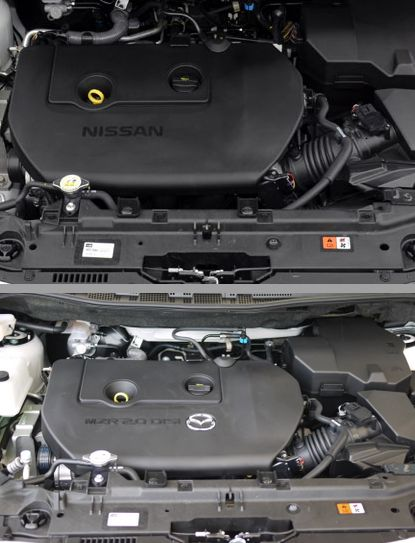
上；ラフェスタ ハイウェイスターのエンジンルーム 下：プレマシーのエンジンルーム（ともに前期型）
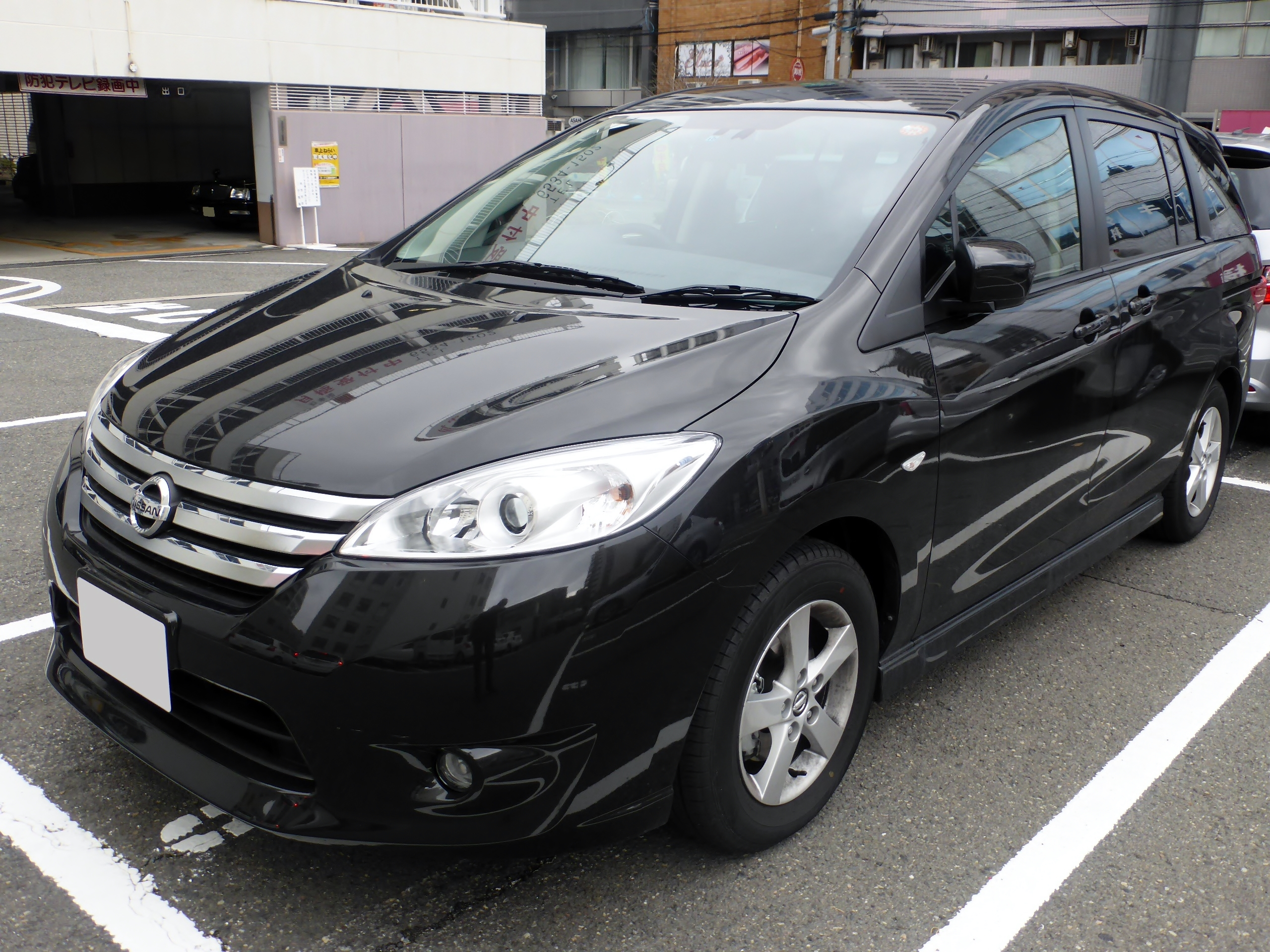
後期型 Jパッケージ
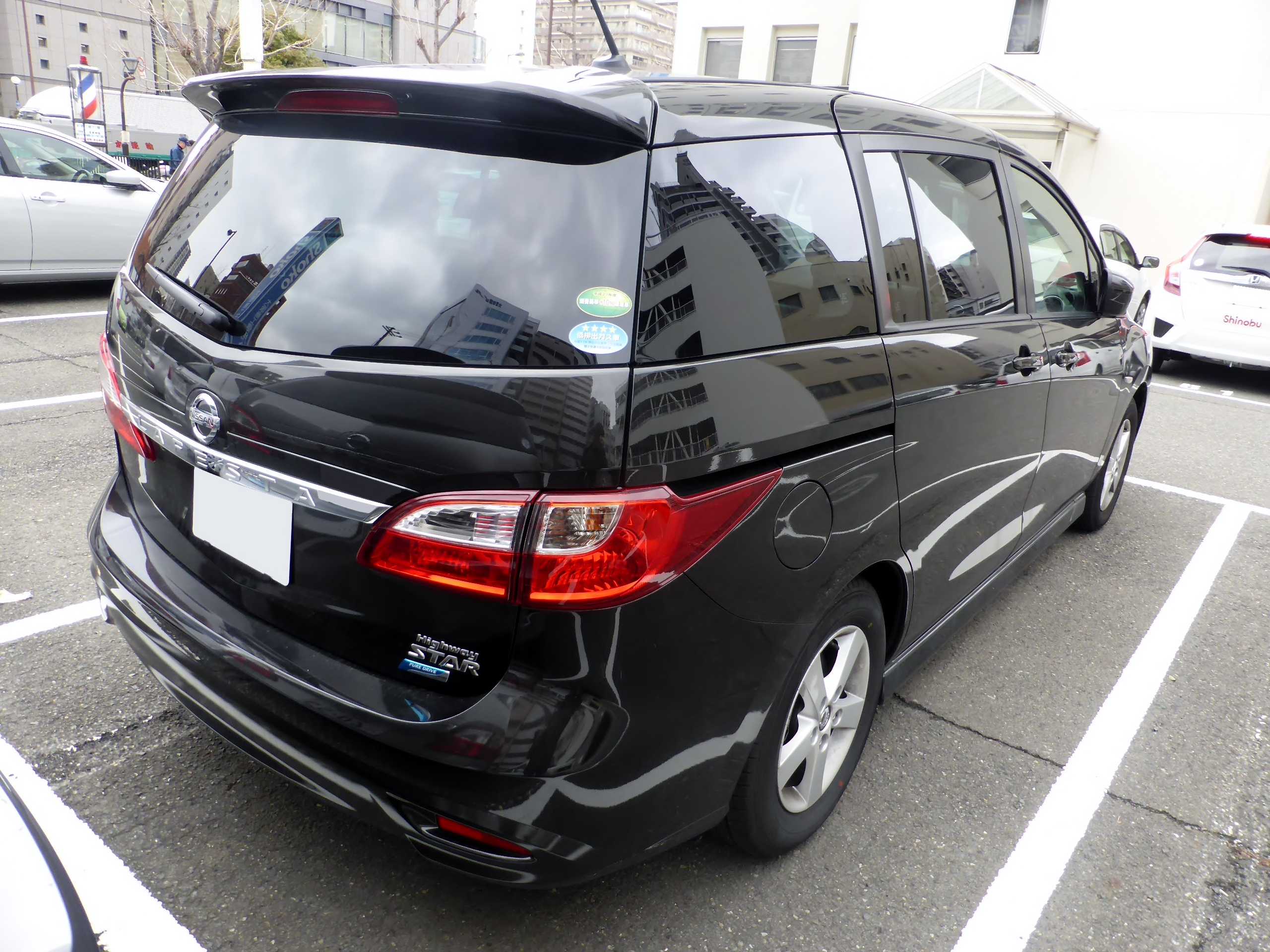
後期型 Jパッケージ リア

## 車名の由来
イタリア語で「あの祝・休日」、「ザ・楽しいできごと」の意味。